# بيلاتور 263
بيلاتور 263: بيتبول ضد ماكي (بالإنجليزية: Bellator 263: Pitbull vs. McKee)‏ كان حدث لفنون القتال المختلطة نظمته بيلاتور، أُقيم في 31 يوليو 2021 في ذا فورم في إنغليووود، كاليفورنيا الولايات المتحدة. هذا الحدث هو الأول من قبل بيلاتور خارج موهيغان صن.

## النتائج
1. ↑  المباراة النهائية لسباق الجائزة الكبرى العالمي لبيلاتور لوزن الريشة لبطولة وزن الريشة العالمية لبيلاتور وجائزة 1 مليون دولار.

المصدر: 